# Immigrazione in Azerbaigian
L'Azerbaigian, non essendo una destinazione popolare per gli immigrati, ha sperimentato onde d'immigrazione solo con il crollo dell'Unione Sovietica. Il saldo migratorio del paese dal 2008 è positivo, cioè meno persone lasciano il paese di quante richiedono la residenza permanente. La maggior parte degli immigrati sono gli azeri che hanno vissuto all'estero negli ultimi anni, soprattutto nei paesi della CSI e che vogliono ottenere la cittadinanza azera. Tra gli stranieri che vogliono trasferirsi in Azerbaigian la maggioranza è composta da turchi e da iraniani, come pure da rappresentanti di altre nazionalità che hanno sposato un cittadino (o cittadina) dell'Azerbaigian.
Nel 2010, un residente ogni otto dell'Azerbaigian era un immigrato, di cui più del 90% è azero e il 70% è sfollato dai territori occupati dall'Armenia.

## Immigrati
Tra le tante etnie di immigrati e di diverse nazionalità tra quelli che arrivano in Azerbaigian, ma i tre gruppi più numerosi sono:
1. Azeri etnici - sono quelli che più frequentemente entrano nel paese, così come i rappresentanti di alcune minoranze etniche che abitano nel paese nei centri abitati (talisci, lezgini, avari, ecc.).
Questo gruppo include persone provenienti dall'Azerbaigian, che hanno vissuto lungo tempo in altre repubbliche dell'URSS. La maggior parte di loro ha studiato in università russe ed ucraine. Dopo la laurea sono rimasti a vivere e lavorare in queste stesse repubbliche.
A volte tali persone provenienti dall'Azerbaigian creano famiglie miste. Il crollo dell'Unione Sovietica ha spinto molti di loro a tornare nella loro patria, in Azerbaigian. Le loro famiglie si sono trasferite con loro. In precedenza spesso mogli e figli visitavano l'Azerbaigian solo nei giorni festivi e durante le vacanze.
2. Il secondo gruppo è composto da azeri, principalmente provenienti dalla Georgia, che risiedono al confine con l'Azerbaigian. Per vari motivi, molti di loro cercano di trasferirsi in Azerbaigian.
3. Il terzo gruppo include immigrati per motivi di lavoro provenienti da paesi diversi (soprattutto da Turchia, India, Pakistan, Bangladesh ecc.) che arrivano nel paese per trovare un posto di lavoro o aprire la propria attività commerciale (business). Alcuni di questi immigrati arrivano nel paese per l'istruzione superiore (per esempio dalla Turchia, Iran) e dopo restano qui per lavorare e poi cominciano a formare le loro famiglie in Azerbaigian.

## Economia
Gli immigrati pagano 1.000 manat ($ 587,96 circa) come tasse ogni anno per lavorare in Azerbaigian da cinque anni.
12.898 immigrati provenienti da 95 diversi paesi sono stati registrati a partire dall'anno 2012. Le statistiche mostrano che gli immigrati del lavoro (migrazione di manodopera) arrivano in Azerbaigian principalmente da Turchia e Georgia. I turchi lavorano principalmente nel settore della costruzione mentre i georgiani scelgono i settori dei servizi dell'economia azera.
È senza dubbio che l'immigrazione legale favorisca il PIL sia del paese di origine che del paese ospitante, mentre l'immigrazione illegale danneggia quest'ultima.

## Norme sull'immigrazione

### Norme e documenti per gli immigrati
La persona che intende ottenere la cittadinanza della Repubblica dell'Azerbaigian deve rivolgersi al servizio di immigrazione statale della Repubblica dell'Azerbaigian con il modulo di domanda compilato nel nome del Presidente della Repubblica dell'Azerbaigian.
I documenti necessari per ottenere la cittadinanza della Repubblica di Azerbaigian devono essere allegati al modulo di domanda. Questa richiesta si applica ai cittadini stranieri e agli apolidi.
- 4 foto delle dimensioni di 3x4 cm;
- Certificato del luogo di residenza sulla composizione della famiglia;
- Documento sul pagamento dell'imposta statale;
- Certificato del luogo di residenza sul soggiorno nella Repubblica di Azerbaigian per gli ultimi cinque anni;
- Certificato del Ministero dell'Istruzione sulla conoscenza della lingua dello stato della Repubblica di Azerbaigian;
- Copia dell'autorizzazione di soggiorno permanente nel territorio della Repubblica di Azerbaigian o una copia del certificato di rifugiato rilasciato alla persona che è stata concessa lo status di rifugiato;
- Copia del passaporto o di un altro documento di viaggio;
- Documento che conferma l'esistenza di una fonte legale di reddito (uno dei seguenti documenti: un certificato di collocamento, un certificato di ricevimento di una pensione, un sussidio o un'assistenza sociale mirata, un certificato dell'autorità fiscale sul reddito personale, un assegno al nucleo familiare, un certificato del reddito di una persona sotto tutela, certificato del diritto all'eredità, ecc.)[5]

## Rifugiati e Richiedenti asilo
In Azerbaigian, gli immigrati clandestini sono coloro che:
1. entrati in Azerbaigian senza permesso
2. entrati con documenti falsificati
3. hanno superato i loro visti

Nel 2010 il Servizio di Migrazione statale dell'Azerbaigian ha espulso dal paese circa 8.500 cittadini stranieri o apolidi.
In Azerbaigian esistono le seguenti forme di protezione internazionale, in conformità con la legge del 1999 sullo status dei rifugiati e delle persone sfollate internamente:
- lo status di rifugiato: conformemente alla Convenzione di Ginevra.
- asilo politico: una persona arrivata nel territorio della Repubblica di Azerbaigian, che ha chiesto la concessione dello status di rifugiato o intende di farlo è considerato come richiedente d'asilo prima di prendere una decisione sulla concessione o il rifiuto dello status di rifugiato.